# 阔什萨特玛乡
阔什萨特玛乡，是中华人民共和国新疆维吾尔自治区巴音郭楞蒙古自治州且末县下辖的一个乡镇级行政单位。

## 行政区划
阔什萨特玛乡下辖以下地区：
阔什萨特玛村、苏尕克布拉克村、阿勒玛铁热木村和托盖苏拉克村。